# WINTER HOLLOW
『WINTER HOLLOW』（ウィンターホロウ）は、日本のヴィジュアル系ロックバンドであるメガマソが2012年12月5日にリリースした通算13枚目のシングルである。

## 概要
- 『SWAN SONG』から続いた三部作の最後の作品で、前2作とは違いバラードの楽曲となっている。テーマとなっている季節は冬。

## 販売形態
- WINTER HOLLOW 初回盤 （CD+DVD）
- WINTER HOLLOW 通常盤 （CD）

## 収録曲

### 初回盤
1. WINTER HOLLOW
  - 作詞・作曲：涼平
  - この曲について、涼平はニコニコ生放送の番組「水曜ニコラジ」に出演した際に「それまで（『SWAN SONG』『ベゾアルステーン』）は男性目線で曲を書いていたんですけど、最後だけバラードになっていて。バラードの時ってメガマソっていうバンドは、Gouちゃんが弾くベースも僕が弾くギターもそうなんですけど、何よりヴォーカルのインザーギの声が女性目線だと意外と嵌まるので、ここは女の子の目線にしようと思った」と語っている[1]。
  - また、本作が失恋をテーマにしていることと、三部作の最後の曲ということもあり、次に来るべき春の曲が無いことから「2人に春は来ない」と解釈できるが、そのことを水曜ニコラジ内で視聴者からコメントで指摘された際に涼平は「なんかちょっとコメントの人上手いこと言ってくれましたね(笑)いやいやいや、僕らそんなことまで……」とコメントしている。
2. ゴッカン
  - 作詞・作曲：涼平
  - この曲について、涼平は自身のブログで「普通のシングルA面みたくなって却ってメガマソぽくなく新鮮」とコメントしている[2]。

- DVD
  - 「WINTER HOLLOW」 (ミュージック・ビデオ）

### 通常盤
1. WINTER HOLLOW
2. ゴッカン
3. 燭
  - 作詞・作曲：インザーギ